# NGC 3143
NGC 3143 (другие обозначения — MCG -2-26-33, PGC 29579) — спиральная галактика с перемычкой (SBb) в созвездии Гидра.
Этот объект входит в число перечисленных в оригинальной редакции «Нового общего каталога».
Является одним из двух спутников галактики NGC 3145. В NGC 3143 учёными проводились наблюдения нейтрального водорода. Галактика, вероятно, недавно взаимодействовала с NGC 3145.